# 班加罗尔大学
班加罗尔大学（英語：Bangalore University，BU）是印度卡纳塔克邦的一所邦立大学，位于该邦首府班加罗尔。该大学是印度大学协会(AIU)，英联邦大学协会(ACU) 的会员，并隶属于大学资助委员会(UGC)。班加罗尔大学在 2016 年国家高等教育评估和认证委员会（NAAC） 的新评分系统下获得A级评分。  在2017年，班加罗尔大学被拆分为三所大学，班加罗尔大学保留在Jnanabharathi校区，另外两个校区分别成立班加罗尔城市大学以及班加罗尔北部大学。

## 学术
该大学分为六个院系——文科系、理科系、商学与管理学系、教育系、法律系和工程系。大学下辖有 43 个研究生院系、一个研究生中心（位于Kolar，于 1994-95 年开始）、三个组成学院、665 所附属学院（其中 115 所拥有 PG 课程）以及几个教学和科研中心和理事会。目前，该大学提供50个研究生课程和就业导向的文凭和证书课程。该大学开设了生物科学、社会科学、地球和大气科学以及商科的五年制本硕课程和四年制理科学士学位课程。 

### 大学排名
班加罗尔大学在2020年QS世界大学排名中被列为亚洲第351-400名。 其在印度政府的国家院校排名（NIRF）中综合排名第 100 位 ，在大学中排名第 68 位。 